# سيمون صباغ مونتيفيوري

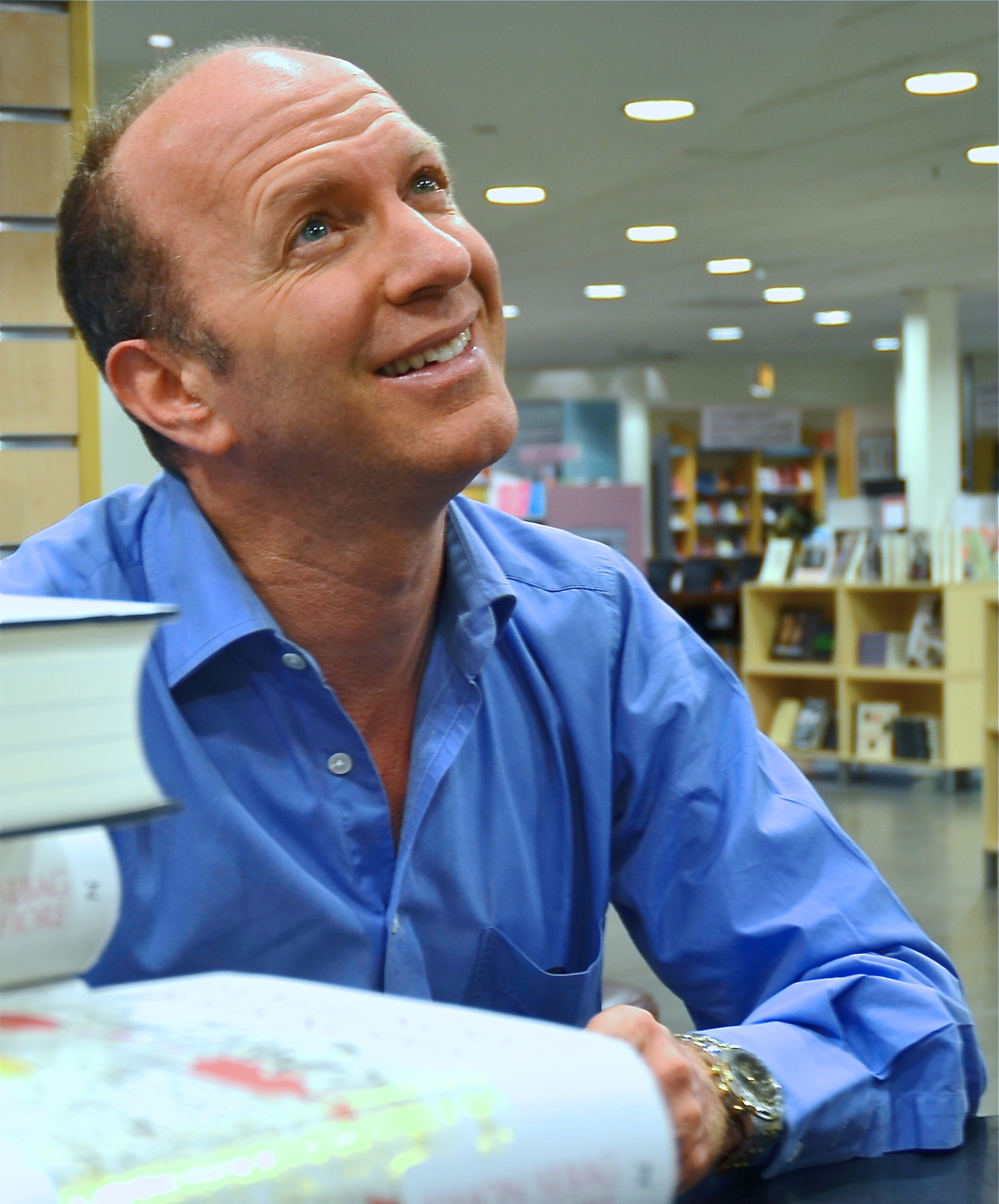
سيمون صباغ مونتيفيوري في استوكهولم سنة 2011.

سيمون صباغ مونتيفيوري (بالإنجليزية: Simon Sebag Montefiore) كاتب ومؤرخ بريطاني ولد يوم 27 يونيو 1965 في لندن. يكتب مونتيفويري بشكل مستمر في مجلات مثل الصنداي تايمز ونيويورك تايمز. درس التاريخ في جامعة كامبريدج ثم سافر ودرس في الاتحاد السوفياتي قبل سقوطه.

## روابط خارجية
- سيمون صباغ مونتيفيوري على موقع IMDb (الإنجليزية)
- سيمون صباغ مونتيفيوري على موقع ميوزك برينز (الإنجليزية)
- سيمون صباغ مونتيفيوري على موقع ديسكوغز (الإنجليزية)

- Author website
- Montefiore مرات الظهور على سي-سبان
  - Part One Booknotes interview with Montefiore on Stalin: The Court of the Red Tsar, 20 June 2004
- Part Two of Booknotes interview with Montefiore, 27 June 2004